# Lư Tuần
Lư Tuần (chữ Hán: 卢循, ? – 411), tên tự là Vu Tiên, tên lúc nhỏ là Nguyên Long, người huyện Trác, Phạm Dương . Ông đã kế tục anh vợ Tôn Ân lãnh đạo nhân dân Chiết Đông chống lại chính quyền Đông Tấn.

## Xuất thân
Lư Tuần xuất thân từ đại tộc Phạm Dương Lư thị. Ông cố là Tư không Tùng sự Trung lang Lư Trạm nhà Tây Tấn. Sau loạn Vĩnh Gia, Trạm chấp nhận làm quan nhà Hậu Triệu, làm đến Thị trung, Trung thư giám. Khi Thạch Hổ nắm quyền, Trạm dời nhà từ Phạm Dương đến Nghiệp. Cuối thời Hậu Triệu, Trạm bị Nhiễm Mẫn giết, ông nội của Tuần là Lư Tài đưa cả nhà chạy xuống miền nam vào khoảng năm 350.
Vì có người từng làm quan của các chính quyền Hồ tộc, họ Lư ở Phạm Dương không được chính quyền Đông Tấn chấp nhận, đến Lư Tuần là đời thứ 3 không được làm quan. Ông đành lấy em gái Tôn Ân, trong khi họ Tôn ở Lang Tà là sĩ tộc bậc thấp, mà nhà Đông Tấn có quy định rất nghiêm ngặt về đẳng cấp trong hôn nhân, cho thấy tình cảnh của Lư Tuần lúc bấy giờ.

## Sự nghiệp
Lư Tuần mắt sáng, ánh nhìn linh lợi, giỏi thư pháp và cờ vây. Sa môn Tuệ Viễn có tài nhìn người, sau khi gặp ông thì nói: Anh tuy ra vẻ hiền lành, nhưng trong lòng lại muốn làm việc bất quỹ. Tôn Ân khởi binh, Tuần cũng tham gia bày mưu. Ân tính tàn nhẫn nghiêm khắc, Tuần nhiều lần căn ngăn, bộ hạ phần lớn được nhờ. Ân chết rồi, tàn dư nghĩa quân đề cử Tuần làm chủ.
Sau khi chấp chính, Hoàn Huyền tạm lấy Lư Tuần làm Thái thú Vĩnh Gia, đồng thời vào tháng 5 năm 402 lại lấy Kiến Vũ tướng quân, Thái thú Hạ Bi Lưu Dụ đến đóng quân ở Chiết Đông, khống chế Tuần. Tháng giêng năm sau (402), Tuần khởi binh đánh chiếm Đông Dương, bị Lưu Dụ nhanh chóng đánh bại. Bị quan quân truy kích dữ dội, Lư Tuần quẫn quá, ra Nam Hải đi Quảng Châu.
Tháng 7 năm 404, nghĩa quân lên bờ đánh châu trị Phiên Ngu, vây thành hơn trăm ngày thì hạ được thành, giết hơn 3 vạn quân dân, bắt sống thứ sử Ngô Ẩn Chi. Tháng 10, Tuần sai anh rể là Từ Đạo Phúc đánh chiếm quận Thủy Hưng. Lư Tuần tự xưng Bình Nam tướng quân, coi việc Quảng Châu.
Khi ấy Lưu Dụ mới bình định Hoàn Huyền, đang cần củng cố quyền lực, chưa thể tiến hành chinh thảo, vào tháng 4 năm 405, phong cho Lư Tuần làm Chinh Lỗ tướng quân, Thứ sử Quảng Châu, Bình Việt trung lang tướng. Sau khi nhận chức, Tuần sai sứ hiến cống cho Lưu Dụ Ích trí tống (tạm dịch: bánh nếp thêm khôn), Dụ cũng tặng lại cho Tuần Tục mệnh thang (tạm dịch: canh giữ mạng).
Năm 409, Lưu Dụ bắc phạt Nam Yên, Từ Đạo Phúc viết thư khuyên Tuần khởi binh. Nhưng Lư Tuần đã quen an nhàn, cho rằng mình có thể chiếm cứ một góc Lĩnh Nam mà quan sát nội loạn của nhà Đông Tấn. Từ Đạo Phúc tự mình đến Phiên Ngu, nói rõ lợi hại. Lư Tuần tuy không muốn, nhưng chẳng còn cách nào, đành nhận lời. Vì Lư Tuần do dự mãi, đến tháng 2 năm sau mới hành động, nghĩa quân liên tiếp giành thắng lợi, tiến đến vây bức kinh đô Kiến Khang.
Biết tin Lưu Dụ đã trở về, Tuần đâm ra úy kỵ, muốn quay về Tầm Dương, không theo kế hoạch lên bờ quyết một trận tử chiến của Từ Đạo Phúc. Chẳng bao lâu sau, Lưu Dụ hoàn tất hệ thống phòng ngự của Kiến Khang, nghĩa quân không sao công phá nổi, sức mỏi lương hết, bắt buộc phải lui chạy.

## Kết cục
Nghĩa quân bị quan quân truy kích, liên tiếp thất bại. Tuần chạy về Phiên Ngu, thì thành đã bị quan quân theo đường biển chiếm mất. Lư Tuần đưa tàn quân chạy xuống Giao Châu, lại bị thứ sử Đỗ Huệ Độ đánh bại.
Lư Tuần biết không thoát được, dùng rượu độc giết hết vợ con, lại giết cả những kỹ thiếp từ chối chết theo, tự đâm đầu xuống nước mà chết. Đỗ Huệ Độ chém đầu Lư Tuần và đồng đảng, truyền về kinh thành Kiến Khang.